# Waffle

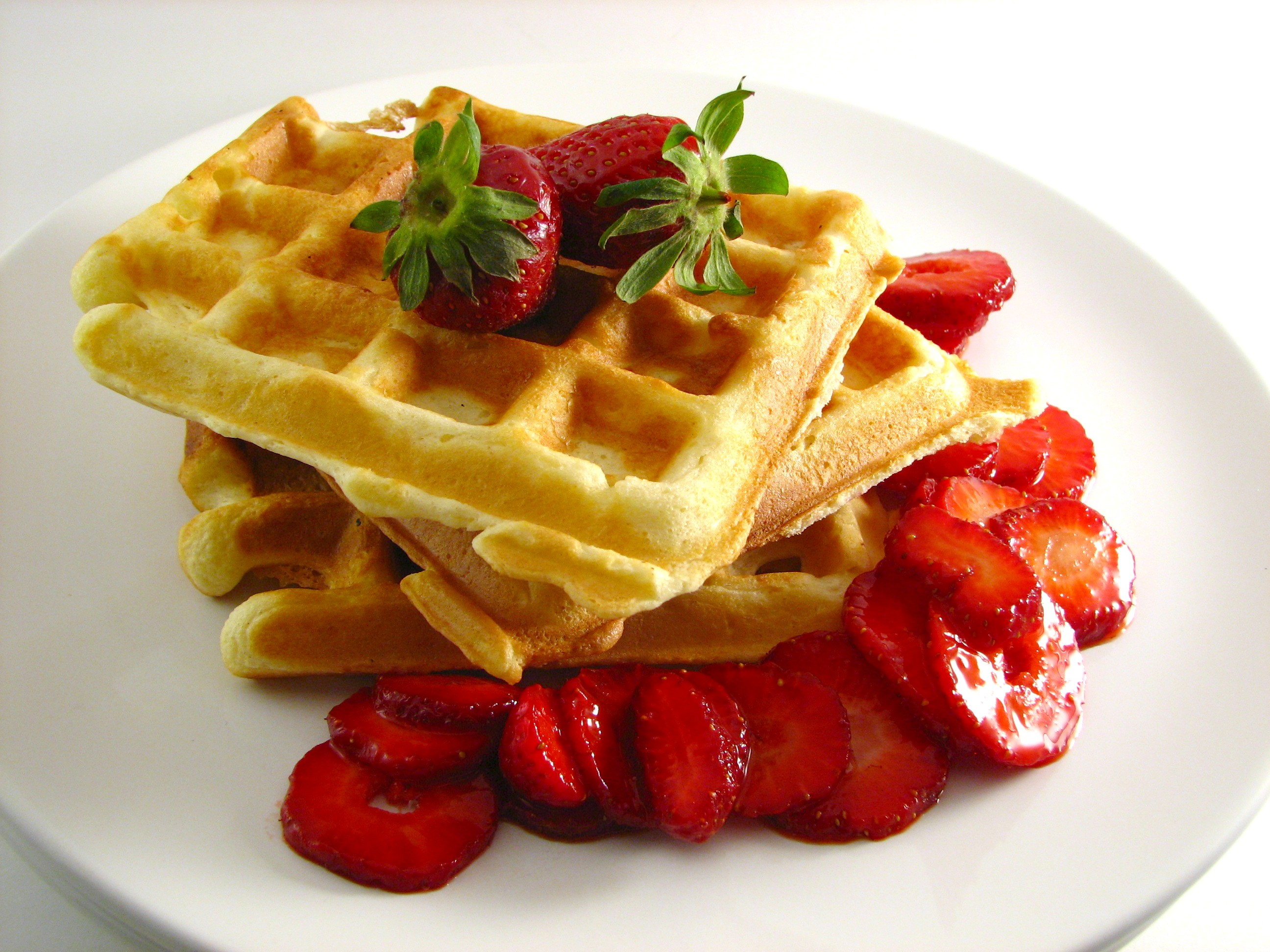
Waffles com morango.

Waffle (do inglês, pronunciado "uáfol") ou wafel  (do holandês, pronunciado "váfel"), também chamado em Portugal gofre (do francês gaufre), é um tipo de massa doce de origem belga, confeccionado com farinha, açúcar, manteiga, ovos e leite, cozido num molde onde é prensado em um ferro que imprime texturas quadriculares sobre a massa.

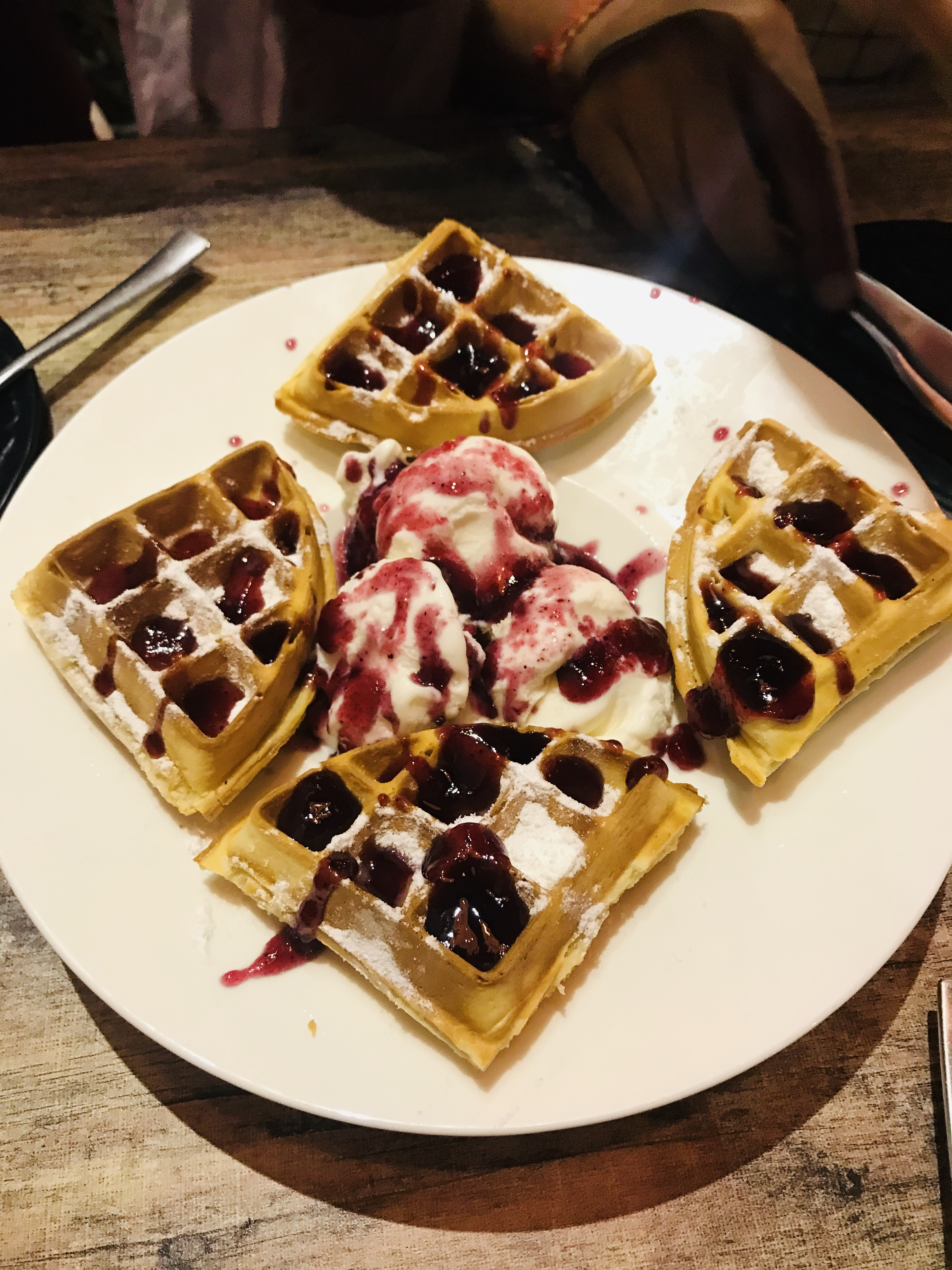
Waffle com sorvete.

Há diferentes variedades de waffle, baseadas em diferentes receitas e também nas diferentes máquinas e formas empregadas. Consumido ao redor de todo o mundo, o gofre tem origem na Bélgica (onde é chamado wafel na metade do país que fala flamengo, e na outra de gaufre em francês). Nesse país, em geral o gofre é consumido fresco, logo depois de ser feito. Em outros países, porém, encontra-se waffle à venda congelado, para ser consumido após aquecimento.

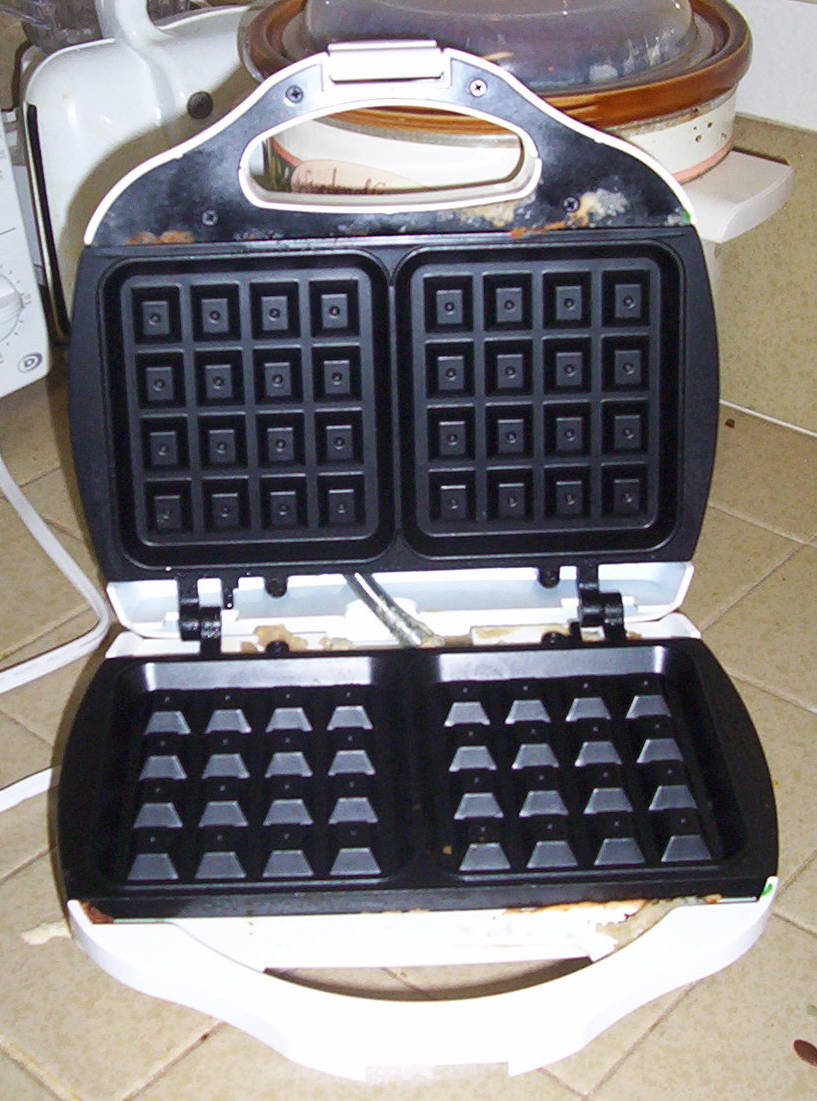
Gofreira, um tipo de máquina especial para assar waffles.

É um prato bastante popular no mundo ocidental, principalmente nos Estados Unidos e no Reino Unido, grafia em inglês waffle vem do holandês wafel.